# Бегичев, Иван Матвеевич
Иван Матвеевич Бегичев (1766 — 23 декабря 1816) — генерал-майор русской императорской армии из рода Бегичевых.
Старший из двух генералов 1812 года — сыновей Матвея Семёновича Бегичева.
Участвовал в Русско-турецкой войне 1787—1791 г.г., польских событиях, Русско-турецкой войне 1806—1812 г.г., Отечественной войне 1812 года и Войне шестой коалиции.
3 января 1813 года Бегичев был награждён орденом Святого Георгия 3-го класса: 
в ознаменование отличных подвигов мужества и храбрости, оказанных в сражении против французских войск 6-го и 7-го октября при Полоцке.
 Умер от чахотки в декабре 1816 года, похоронен на Малоохтинском кладбище.

## Семья
Жена — Екатерина Николаевна Вындомская (1774—1840), троюродная сестра П. А. Осиповой. По словам современника, «была барыня большой руки, с состоянием в три тысячи душ, личность, весьма уважаемая в обществе». Петербургский дом её, на Сергиевской улице, был обставлен со всеми удобствами и собирал довольно много гостей. Супруги имели детей:
- Анна Ивановна (09.09.1806[4]—03.01.1879), крещена 16 сентября 1806 года в Сергиевского всей артиллерии собора при восприемстве майора А. И. Малама и бабушки Н. И. Вындомской; с 1844 года замужем за адмиралом П. А.Колзаковым (1779—1864).
- Александр Иванович (05.10.1807[5]—22.08.1809), крещен 16 октября 1807 года в Сергиевского всей артиллерии собора при восприемстве бабушки Н. И. Вындомской.
- Николай Иванович (07.05.1809—08.09.1809), похоронен на Волковском кладбище.
- Матвей Иванович (05.07.1810[6]—12.10.1810[6]), крещен 13 июля 1810 года в Сергиевского всей артиллерии собора при восприемстве бабушки Н. И. Вындомской.
- Павла Ивановна (10.02.1816[1]—1887), крещена 20 февраля  1816 года в Сергиевском всей Артиллерии соборе при восприемстве О. К. Каменецкого и сестры Анны; замужем за дипломатом Яковом Андреевичем Дашковым (1803—1872).